# جينادي بادالكا
جينادي بادالكا (بالروسية: Падалка, Геннадий Иванович)‏ (و. 1958 – م) هو طيار، ورائد فضاء، وعسكري من روسيا . ولد في كراسنودار. تولى منصب قائد بعثة محطة الفضاء الدولية، البعثة 44 (11 يونيو 2015–11 سبتمبر 2015)، وقائد بعثة محطة الفضاء الدولية، البعثة 32 (1 يوليو 2012–16 سبتمبر 2012)، وقائد بعثة محطة الفضاء الدولية، البعثة 19 و البعثة 20 (8 أبريل 2009–8 أكتوبر 2009)، وقائد بعثة محطة الفضاء الدولية، البعثة 9 (19 أبريل 2004–24 نوفمبر 2004) .

## ريادة الفضاء
شارك في المهمات الفضائية:
- البعثة 32
- البعثة 31
- البعثة 20
- البعثة 19
- البعثة 43
- البعثة 44
- Soyuz TM-28
- Soyuz TMA-04M
- البعثة 9
- Soyuz TMA-4
- Soyuz TMA-14
- Soyuz TMA-16M.

## الخدمة العسكرية
خدم في القوات الجوية الروسية.

## جوائز
حصل على جوائز منها:
- بطل الاتحاد الروسي (وسام)
- Order For Services to the Fatherland 4th degree
- Order For Services to the Fatherland 3rd degree
- Order For Services to the Fatherland 2nd degree
- Medal "For Merit in Space Exploration".